# Metaxymorphus
Metaxymorphus is een geslacht van kevers uit de familie van de loopkevers (Carabidae). De wetenschappelijke naam van het geslacht is voor het eerst geldig gepubliceerd in 1850 door Chaudoir.

## Soorten
Het geslacht Metaxymorphus omvat de volgende soorten:
- Metaxymorphus affinis Peringuey, 1896
- Metaxymorphus agilis Peringuey, 1896
- Metaxymorphus angustissimus (Motschulsky, 1864)
- Metaxymorphus atriceps Peringuey, 1896
- Metaxymorphus confusus (Basilewsky, 1956)
- Metaxymorphus cursor Peringuey, 1896
- Metaxymorphus cycloderus Chaudoir, 1877
- Metaxymorphus debilis Peringuey, 1899
- Metaxymorphus deceptor (Peringuey, 1896)
- Metaxymorphus discipennis (Motschulsky, 1864)
- Metaxymorphus endroedyi (Basilewsky, 1986)
- Metaxymorphus ferox (Peringuey, 1896)
- Metaxymorphus flaviceps (Motschulsky, 1864)
- Metaxymorphus frenatus (Dejean, 1831)
- Metaxymorphus glabricollis (Motschulsky, 1864)
- Metaxymorphus goryi Chaudoir, 1850
- Metaxymorphus inconspicuus (Peringuey, 1896)
- Metaxymorphus infestans (Basilewsky, 1986)
- Metaxymorphus lineellus (Boheman, 1848)
- Metaxymorphus modestus Peringuey, 1896
- Metaxymorphus namaquensis Peringuey, 1896
- Metaxymorphus picturatus (Basilewsky, 1986)
- Metaxymorphus pictus Peringuey, 1896
- Metaxymorphus pusillus Peringuey, 1896
- Metaxymorphus recticollis Peringuey, 1899
- Metaxymorphus robustus Peringuey, 1904
- Metaxymorphus stigmatellus Peringuey, 1896
- Metaxymorphus vicinus Peringuey, 1896